# Eucyclopera arida
Eucyclopera arida är en fjärilsart som beskrevs av Henry Skinner 1906. Eucyclopera arida ingår i släktet Eucyclopera och familjen björnspinnare. Inga underarter finns listade i Catalogue of Life.